# Ye Daying
Ye Daying (xinès simplificat: 叶大鹰, pinyin: Yèdàyīng; Changchun, 1958) és un actor, dramaturg, guionista i director de televisió i cinema xinès.

## Biografia
Ye Daying, també conegut com Yi Ping o Ye Ying (叶缨), va néixer l'any 1958 a Changchun, província de Jilin a la Xina. La seva mare An Qi (安琪), era actriu i el pare i el seu avi van ser generals de l'exèrcit. Quan tenia dos anys els seus pares es van traslladar a Pequín. Més tard l'any 1969 el seu pare va ser destinant a Xangai i Ye va estudiar en un institut prop d'on treballava el seu pare. Durant la Revolució Cultural, l'any 1974, als 16 anys, va començar a treballar en una fàbrica i després, el 1976, va ingressar a l'Escola Tècnica de la Nova Fàbrica de Màquines Eina de Shanghai, per convertir-se en muntador.
L'any 1978, quan es van reobrir les universitats, va presentar la sol·licitud a l'Acadèmia de Cinema de Pequín, però no va ser admès i va entrar a al centre de formació i d'interpretació de l'estudi de cinema de Xi'an. Va començar a actuar el 1982 amb un primer paper, el de Dameng (大猛) en una pel·lícula produïda a l'estudi de Xi'an: "The Tortuous Mountain Path" (山道弯弯) de Guo Yangting, segons un guió adaptat d'un conte de Tan Tan (谭谈).
El 1984, va aconseguir entrar a l'Acadèmia de Cinema, i el 1986 es va graduar com a director de cinema.
A partir de 1988, va escriure obres de teatre i guions amb l'escriptor Wang Shuo i en particular, el 1989, el guió adaptat del seu conte 一半海水一半火焰 amb direcció de Liu Fendou.

#### Trajectòria cinematogràfica
L'any 1988, va dirigir la seva primera pel·lícula, "Out of Breath" (大喘气), que està inspirada en l'univers de Wang Shuo.
El 1994, va ser coguionista amb Wang Shuo de la pel·lícula "Gone Forever with My Love" (永失我爱) dirigida per Feng Xiaogang, un drama humorístic adaptació de dos contes de Wang Shuo. 
El novembre de 1996, es va estrenar la seva segona pel·lícula, "Red Cherry" (红樱桃), produïda al Beijing Youth Film Studio. La pel·lícula va obtenir diversos premis, com el de millor director al 5è Festival Internacional de Cinema de Pyongyang, millor pel·lícula als premis Jinji Jiang (Golden Rooster Awards) de 1996 i millor pel·lícula i millor actriu als premis Huabiao (China Huabiao Film Awards).
El 1997 va dirigir "A Time to Remember" (Red Lovers) (红色恋人) protagonitzada per Leslie Cheung (张国荣) i Mei Ting (梅婷). Va guanyar el Premi de Plata al 22è Festival Internacional de Cinema del Caire. Hi ha una versió traduïda al castellà.
El 2002 va fer el guió, dirigir i actuar a "My Dad and Me" (我和爸爸), premi al millor actor als 4th Chinese Film Media Awards
El 2022 va estrenar "Fearless", (不妥协) amb Ye també com a guionista, protagonitzada per l'actriu i presentadora Zhu Dan i els actors You Yongzhi i Hai Yitian. La pel·lícula explica la història de la protagonista, editora d'una revista, que es troba amb una sèrie de coses estranyes després d'exposar un escàndol financer. Tot i que s'enfronta a una amenaça de mort, aconsegueix l'ajuda dels agents de la policia local per reprimir els delinqüents.

## Filmografia destacada

#### Cinema
| Any  | Títol xinès | Títol anglès                    |
| ---- | ----------- | ------------------------------- |
| 1988 | 大喘气      | Big Breath ó Out of Breath      |
| 1996 | 红色恋人    | Red Cherry                      |
| 1997 | 红色恋人    | A Time to Remember ó Red Lovers |
| 2002 | 我和爸爸    | Dad and Me                      |
| 2009 | 天啊们      | Tian'anmen                      |
| 2014 | 推拿        | Blind Massage                   |
| 2022 | 不妥协      | Fearless                        |

#### Televisió
| Any  | Títol xinès | Títol anglès             | Notes |
| ---- | ----------- | ------------------------ | ----- |
| 2001 | 乾隆王朝    | Qianlong Dinasty         |       |
| 2003 | 走过幸福    | Past Happiness           |       |
| 2005 | 陈赓大将    | Senior General Chen Geng |       |
| 2007 | 西安事变    | Xi’an Incident           |       |
| 2010 | 金山        | Golden Mountain          |       |